# Lophocoleus
Lophocoleus  (лат.) — род чешуекрылых из подсемейства совок-пядениц. 

## Описание
Усики у самцов гребенчатые. Первый сегмент лапок сильно увеличен, а голень налегает на него  в виде лоскута. Размах крыльев от 31- 47 мм. Передние крылья ярко-красно-коричневого цвета с белым рисунком у Lophocoleus rubrescens или основном черного, коричневато-черного или серого цвета у других видов.

## Систематика
В состав род включают шесть видов:
- Lophocoleus acuta Robinson 1975
- Lophocoleus albipuncta Robinson 1975
- Lophocoleus iridescens Robinson 1975
- Lophocoleus mirabilis Butler 1886
- Lophocoleus rubrescens Robinson 1975
- Lophocoleus suffusa Robinson 1975

## Распространение
Все виды являются эндемиками островов Фиджи.